# إيزابيل كويتو
إيزابيل كويتو (بالألمانية: Isabel Cueto) مواليد 3 ديسمبر 1968 في كيهل، ألمانيا الغربية، هي لاعبة كرة مضرب ألمانية سابقة بدأت مسيرتها كمحترفة سنة 1983، اعتزلت اللعب في 1994. أعلى تصنيف لها في الفردي كان المركز الـ 20 في سنة 1989. أعلى تصنيف لها في الزوجي كان المركز الـ 77 في سنة 1987.

## روابط خارجية
- إيزابيل كويتو على موقع رابطة محترفات التنس (الإنجليزية)
- إيزابيل كويتو على موقع الاتحاد الدولي لكرة المضرب (الإنجليزية)
- إيزابيل كويتو على موقع كأس بيلي جين كينغ (الإنجليزية)
- إيزابيل كويتو على موقع خلاصة التنس.كوم (الإنجليزية)